# Henny Portenová
Henny Portenová (7. ledna 1890 — 15. října 1960) byla německá herečka němého filmu.
Pocházela z umělecké rodiny (její otec Franz Porten byl divadelní a filmový režisér, herečkou a scenáristkou byla také její starší sestra Rosa Portenová). Byla jednou z prvních německých filmových hvězd, natočila asi 170 filmů, z nichž se však velká část nedochovala. Ve své době byla protipólem typu žena-vamp, jaký představovala Asta Nielsenová: ztělesňovala typ laskavé a obětavé ženy, fyzicky křehké, ale vnitřně silné. Vedle nenáročných romantických snímků hrála i v dílech významných režisérů jako Ernst Lubitsch nebo Georg Wilhelm Pabst.
Její první manžel, režisér Curt A. Stark, padl v 1. světové válce. V roce 1921 se podruhé provdala za lékaře Wilhelma von Kaufmanna. Za Třetí Říše se odmítla se svým židovským manželem rozvést: znamenalo to konec její filmové kariéry, ale Kaufmannovi tím zachránila život. V padesátých letech natočila několik filmů ve východoněmeckém studiu DEFA.

## Filmy v české distribuci
- 1920 Dcerušky pana Zajíčka, Anna Boleynová
- 1921 Zadními schody
- 1922 Oběť ženy
- 1923 Král Nazaretský
- 1924 Hraběnka Donelli
- 1931 Čtyřiadvacet hodin ze života ženy (režiséra českého původu Roberta Landa)
- 1935 Diktátor domovník
- 1941 Komedianti
- 1955 Slečna ze Scuderi